# Augusto Céspedes
Augusto Céspedes (* 6. Februar 1904 in Cochabamba; † 9. Mai 1997 in La Paz) war ein bolivianischer Schriftsteller und Politiker.

## Leben
Céspedes war als Jurist und Journalist tätig. Als Offizier der Reserve war er von 1932 bis 1935 auf bolivianischer Seite am Chacokrieg beteiligt. Er gehörte zu den Gründern der Nationalrevolutionären Bewegung Boliviens. Von 1964 an war er zeitweise bolivianischer Botschafter in Frankreich. Céspedes trat als Kritiker der sogenannten Rosca, einer Dreiergruppe der Bergbauunternehmer Simón I. Patiño und Carlos Victor Aramayo und Moritz Hochschild, auf.
Als Schriftsteller veröffentlichte er geschichtliche Abhandlungen, Erzählungen und Romane. Seine Bücher über die Ausbeutung in den Bergwerken („Teufelsmetall“) und die mehr als 80.000 bolivianischen Opfer des Chacokrieges wurden u. a. ins Deutsche übersetzt.

## Werke (Auswahl)
- Sangre de Mestizos, Erzählungen, 1936
- Metal del diablo (Teufelsmetall), 1956
- El Presidente colgado, 1966
- El dictador suicida, 1968
- Trópico enamorado, Roman, 1968
- El presidente colgado, Roman, 1971